# El Cerro (Nuevo México)
El Cerro es un lugar designado por el censo ubicado en el condado de Valencia, Nuevo México, Estados Unidos. Según el censo de 2020, tiene una población de 2946 habitantes.
En los Estados Unidos, un lugar designado por el censo (traducción literal de la frase en inglés census-designated place, CDP) es una concentración de población identificada por la Oficina del Censo de los Estados Unidos exclusivamente para fines estadísticos.
En este caso, a todos los efectos prácticos, la zona es un barrio de la ciudad de Los Lunas, parte del área metropolitana de Albuquerque.

## Geografía
Está ubicado en las coordenadas 34°46′50″N 106°41′45″O / 34.78056, -106.69583 (34.780465, -106.69571). Según la Oficina del Censo de los Estados Unidos, tiene una superficie total de 11.00 km² de tierra y 0.002 km² de agua.

## Demografía
Según el censo de 2020, hay 2946 personas residiendo en la zona. La densidad de población es de 267.82 hab./km². El 56.31% de los habitantes son blancos, el 0.48% son afroamericanos, el 2.58% son amerindios, el 0.24% son asiáticos, el 0.10% son isleños del Pacífico, el 16.43% son de otras razas y el 23.86% son de una mezcla de razas. Del total de la población, el 57.64% son hispanos o latinos de cualquier raza.